# Ото III (Брауншвайг-Люнебург)
Вижте пояснителната страница за други личности с името Ото III.
Ото III (на немски: Otto III; * 1296, † 19 август 1352) е княз на Люнебург от 1330 до 1352 г.

## Живот
Той е вторият син на Ото II Строгия (1266 – 1330), от род Стар Дом Люнебург от фамилията Велфи, и на принцеса Матилда (Мехтхилд) Баварска (1275, † 1319), сестра на Лудвиг Баварски, дъщеря на баварския херцог Лудвиг II Строги († 1294) и третата му съпруга Матилда Хабсбургска (1251 – 1304), дъщеря на римския крал Рудолф I.
Ото се жени през 1311 г. в Щернберг за Матилда от Мекленбург (1293 – 1358), дъщеря на Хайнрих II (княз на Мекленбург) и първата му съпруга Беатрикс фон Бранденбург († 1314), дъщеря на Албрехт III (маркграф на Бранденбург) и Матилда Датска († 1300).През 1314 г.
Ото III участва в управлението и през 1330 г. последва баща си на трона заедно с по-малкия му брат Вилхелм II.
Той умира на 19 август 1352 г. без наследник понеже единственият му син се удавя като дете в Именау. Последван е от по-малкия му брат Вилхелм II († 1369).

## Деца
Ото III и Матилда имат децата:
- Матилде († 7 септември 1357) ∞ граф Ото II от Валдек
- Ото
- Елизабет († 20 февруари 1386)